# マイ・ダディ
『マイ・ダディ』は、2021年9月23日に公開された日本映画。監督は金井純一、主演は本作が実写映画初主演作となるムロツヨシ。
映像クリエイター支援プログラム「TSUTAYA CREATOR'S PROGRAM FILM 2016」で準グランプリを受賞した『ファインディング・ダディ』の映画化作品。

## あらすじ
御堂一男は娘のひかりと二人暮らしの牧師で、妻はすでに死んでいる。だがひかりが白血病になり、一男との間に血縁関係がないことが分かる。妻・江津子はストリートミュージシャンと同棲していたが、男はおたふく風邪に罹って子供はできないと言って避妊をしなかった。男が浮気をしている現場を見た江津子は出ていき、一男の教会で一男と出会って結婚し、ひかりが生まれたのだ。江津子は幼いひかりを連れていた時、前の男が妻と子供と一緒にいるのに遭遇し、男に子供を作る能力があるのを知り、ひかりが男の娘だと知りショックを受けて一男に電話しようとして車にひかれて死んだのだ。ひかりの病気はいったん寛解するが再発し、一男は探偵に頼んで骨髄移植のドナーとなってもらうため、実の父を探し当てる。ーー

## 登場人物
御堂一男（みどう かずお）
演 - ムロツヨシ
牧師。中学生になる娘との2人暮らし。
御堂江津子（みどう えつこ）
演 - 奈緒
一男の妻。
ヒロ
演 - 毎熊克哉
ストリートミュージシャン。
御堂ひかり（みどう ひかり）
演 - 中田乃愛
一男の娘。
橋本久美子（はしもと くみこ）
演 - 臼田あさ美
一男が訪れる食堂の店員。
青木雄一郎（あおき ゆういちろう）
演 - 徳井健太（平成ノブシコブシ）
ひかりが通う病院の医師。
米山靖之（よねやま やすゆき）
演 - 永野宗典
一男がアルバイトしているガソリンスタンドの店員。
長崎亮太（ながさき りょうた）
演 - 小栗旬
ひかりの実の父親を探すために一男が訪れる探偵事務所の探偵。
チューさん
演 - 光石研
ホームレス。

## スタッフ
- 監督：金井純一
- 脚本：及川真実、金井純一
- 音楽：岡出莉菜
- 主題歌：カーリングシトーンズ「それは愛なんだぜ!」（ドリーミュージック）[8][9]
- 製作：中西一雄、有馬一昭、鷲見貴彦、広田勝己、渡辺章仁、加太孝明
- プロデューサー：遠山大輔、村上公一[2]
- アソシエイトプロデューサー：小林麻奈実
- ラインプロデューサー：和氣俊之
- 撮影：伊藤麻樹
- 照明：井上真吾
- 美術：小坂健太郎
- 装飾：小林宙央
- 録音：岩間翼
- 編集：日下部元孝
- 衣装：加藤優香利
- ヘアメイク：飯干美紀
- スクリプター：湯澤ゆき
- 助監督：吉田亮
- 制作担当：田村拓之
- 配給：イオンエンターテイメント
- 制作プロダクション：ROBOT
- 製作幹事：カルチュア・エンタテインメント
- 製作：「マイ・ダディ」製作委員会（カルチュア・エンタテインメント、イオンエンターテイメント、ベンチャーバンクエンターテインメント、毎日新聞社、ローソンエンタテインメント、ROBOT）